# Urawa-ku
Urawa-ku (浦和区?) è uno dei 10 quartieri della città di Saitama, in Giappone.